# Frankfurts voetbalkampioenschap 1902/03
In 1902/03 werd het derde Frankfurts voetbalkampioenschap gespeeld, dat werd ingericht door de Frankfurtse voetbalbond. 
Victoria Frankfurt werd kampioen. De competitie telde niet als voorronde voor de Zuid-Duitse eindronde, waar meerdere teams uit Frankfurt aan deelnamen.  
De Kickers speelde enkel twee wedstrijden tegen Victoria, de andere werden als een 0-0 verlies geteld. 

## Eindstand
| Plaats | Club                         | Wed. | W | G | V | Saldo | Ptn. |
| ------ | ---------------------------- | ---- | - | - | - | ----- | ---- |
| 1.     | Frankfurter FC Victoria 1899 | 8    | 5 | 2 | 1 | 26:7  | 12:4 |
| 2.     | Frankfurter FC Germania 1894 | 8    |   |   |   | 6:3   | 11:5 |
| 3.     | FSV Frankfurt                | 8    |   |   |   | 7:5   | 11:5 |
| 4.     | Frankfurter FC Hermannia     | 8    |   |   |   | 4:20  | 6:10 |
| 5.     | Frankfurter FC 1899-Kickers  | 8    | 0 | 0 | 8 | 2:10  | 0:16 |

|  | Kampioen                                     |
|  | Verlieten na dit seizoen de Frankfurtse bond |